# Giselinde Kuipers
Giselinde Kuipers (Krommenie, 21 september 1971) is een Nederlands socioloog. Ze is sinds 2019 werkzaam als onderzoekshoogleraar aan het Centrum voor Sociologisch Onderzoek (CeSO) van de Katholieke Universiteit Leuven. Als cultuursocioloog doet zij onderzoek naar de sociale vorming van culturele standaarden. Ze is vooral bekend van haar onderzoek naar humor en schoonheid .  
Kuipers is dochter van een domineesechtpaar, zowel vader als moeder oefende dat beroep uit. Ze omschrijft haar jeugd zelf als een typische jarenzeventigopvoeding.
Haar middelbare schoolopleiding rondde ze af aan het Marnix Gymnasium in Rotterdam. Daarna ging ze studeren aan de Rijksuniversiteit Utrecht (Culturele antropologie). In 2001 promoveerde ze cum laude aan de Universiteit van Amsterdam bij socioloog Joop Goudsblom op het proefschrift Goede humor, Slechte smaak, een sociologie van de mop. Voor dit proefschrift ontving ze de J.C. Ruigrokprijs voor Maatschappijwetenschappen van de Koninklijke Hollandsche Maatschappij der Wetenschappen.
Na een verblijf aan de Universiteit van Pennsylvania werkte ze aan de universiteit van Amsterdam en aan de Erasmus Universiteit, weer in Rotterdam. In 2005 was zij een van de oprichters van het tijdschrift Sociologie. Van 2009 tot 2012 bekleedde ze aan de Erasmus Universiteit de Norbert Eliasleerstoel voor de sociologie van lange-termijnprocessen, genoemd naar de socioloog Norbert Elias. Hier hield ze een oratie over nationale habitus en Nederlandse fietscultuur. Vervolgens kwam de aanstelling tot hoogleraar aan de Universiteit van Amsterdam (Cultuursociologie), die ze tot 2019 aanhield. Haar ongenoegen met het toenemende rendementsdenken aan de Nederlandse universiteiten mondde uit in haar deelname aan "WO in Actie". In 2019 werd ze gekozen tot lid van de Koninklijke Nederlandse Akademie van Wetenschappen. In 2019 stapte Kuipers over naar de KU Leuven. 
Haar onderzoek spitst zich toe op 'frivole onderwerpen en hun serieuze consequenties', zoals humor en schoonheid. Zo deed zij in 2020 onderzoek naar Coronahumor samen met UvA-communicatiewetenschapper Mark Boukes. Ze laat zien dat zowel humor als schoonheid belangrijke gevolgen hebben voor de kloof tussen arm en rijk, en hoger- en lagergeschoolden. [dode link]  Door de toenemende aandacht voor schoonheid worden mooie mensen rijker en rijke mensen mooier. Dat kan volgens haar leiden tot discriminatie en uitbuiting. Kuipers signaleerde een ratrace op schoonheidsgebied. In 2022 ontving zij een Advanced Grant van de European Research Council om dit verband tussen schoonheid en ongelijkheid verder te onderzoeken.

## Links
- Beauty and Inequality. TedX Brussels. https://www.youtube.com/watch?v=9krpWj8L4Bo
- Els Maes. Lachen met onze misere was nog nooit zo besmettelijk. De morgen, 3 april 2020. https://www.demorgen.be/nieuws/lachen-met-onze-miserie-was-nog-nooit-zo-besmettelijk~b415e8eb/
- Eva Kneepkens. Interview Giselinde Kuipers ‘Onderzoeker naar coronagrappen. ‘Harde humor over corona heb ik nog amper gezien’. De Volkskrant 13 april 2020. https://www.volkskrant.nl/wetenschap/onderzoeker-naar-coronagrappen-harde-humor-over-corona-heb-ik-nog-amper-gezien~bba358e8/
- Giselinde Kuipers. De fiets van hare majesteit. De Groene Amsterdammer 11 augustus 2010. https://www.groene.nl/artikel/de-fiets-van-hare-majesteit
- Giselinde Kuipers. De nar mag alles. De Groene Amsterdammer 4 september 2019. https://www.groene.nl/artikel/de-nar-mag-alles
- Giselinde Kuipers. Grappen moet je snappen. Tussen Freek de Jonge en Joep Meloen. https://www.groene.nl/artikel/tussen-joep-meloen-en-freek-de-jonge. De Groene Amsterdammer 3 juli 2013
- Giselinde Kuipers. De universiteit moet zich richten op burgerschap. Folia 26 september 2019. https://www.folia.nl/opinie/132056/de-universiteit-moet-zich-richten-op-burgerschap-niet-op-economisch-nut
- Giselinde Kuipers en Mark Boukes. Humor in pandemic times. 16 November 2021. https://thehmm.nl/humour-in-pandemic-times/
- Hortense Chen. Waar een grapje goed voor is. De Telegraaf, 26 oktober 2019. https://www.telegraaf.nl/lifestyle/1225488664/waar-een-grapje-goed-voor-is
- Hilde Van den Eynde. Interview Giselinde Kuipers. ‘Straks moeten we allemaal vanaf ons dertigste aan de Botox’. De standaard, zaterdag 7 mei 2022. https://www.standaard.be/cnt/dmf20220506_97547883?
- Tonie Mudde. Interview cultuursocioloog Giselinde Kuipers. Een onschuldig grapje bestaat niet. De Volkskrant 10 december 2018. https://www.volkskrant.nl/wetenschap/een-onschuldig-grapje-bestaat-niet~b87d8660/

1. ↑  De fiets van Hare Majesteit. De Groene Amsterdammer. Gearchiveerd op 30 maart 2023. Geraadpleegd op 30 maart 2023.
2. ↑  WO in Actie staat voor Wetenschappelijk Onderwijs, dat in de verdrukking komt door bezuinigingen enerzijds en toename van het aantal studenten.
3. ↑  (en) BINQ[dode link]. research.kuleuven.be. Geraadpleegd op 30 maart 2023.
4. ↑  (en) Kuipers, Giselinde, Humour in Pandemic Times. The Hmm (16 november 2021). Gearchiveerd op 30 maart 2023. Geraadpleegd op 30 maart 2023.
5. ↑  (en) Six KU Leuven researchers to receive an ERC-2021 Advanced Grant[dode link]. research.kuleuven.be. Geraadpleegd op 30 maart 2023.